# Edmund Lysinski
Edmund Lysinski (* 4. Februar 1889 in Kolmar in Posen; † 6. Februar 1982 in Heidelberg) ist ein deutscher Psychologe und Universitätsprofessor.

## Werdegang
Edmund Lysinski studierte von 1908 bis 1910 in Leipzig und Berlin die Fächer Philosophie, Psychologie, Pädagogik und Physik. Er promovierte 1912 mit der Arbeit „Die Kategoriensysteme der Philosophie der Gegenwart“. Nach seinem Kriegsdienst war er am Betriebswissenschaftlichen Institut der Handelshochschule Mannheim beschäftigt. Er habilitierte sich dort 1924 mit der Arbeit „Psychologie des Betriebes: Beiträge zur Betriebsorganisation“ und erhielt eine Lehrbefugnis für Betriebspsychologie. Er war in Folge Lehrbeauftragter an der Universität Heidelberg. 1948 wurde er an die Wirtschaftshochschule Mannheim zum a.o. Professor für Wirtschaftspsychologie und Leiter des Instituts für Wirtschaftspsychologie berufen und mit seiner Emeritierung 1957 zum ordentlichen Professor ernannt.

## Forschung
Lysinski gilt als einer der Pioniere der Betriebs- und Werbepsychologie in Deutschland.

## Veröffentlichungen
- Psychologie des Betriebes. Spaeth & Linde, Berlin 1923.
- Die Organisation der Reklame. Spaeth & Linde, Berlin 1924.